# NGC 3588
NGC 3588 este o galaxie situată în constelația Leul. A fost descoperită în 26 aprilie 1883 de către Lewis A. Swift.